# Homestead Records
Homestead Records  es una compañía discográfica independiente estadounidense fundada en 1983 por Sam Berger y Barry Tenenbaum, es aparte igual filial de la igual discográfica independiente Dutch East India Trading.
La discográfica se encarga de promover artistas de la escena underground y del rock en una escena más independiente.

## Algunos artistas de la discográfica
- Big Black
- Einstürzende Neubauten
- GG Allin
- Naked Raygun
- Sebadoh
- Sonic Youth
- SSD
- The Chills (reediciones)
- The Ex
- The U-Men
- Volcano Suns